# Предраг Милосављевић
Предраг Пеђа Милосављевић (Лужнице, 4. фебруар 1908 — Београд, 25. јануар 1987) био је српски сликар, дипломата, драмски писац, драматург и академик.

## Биографија
Предраг Милосављевић је рођен у учитељској породици. Породица Милосављевић потиче из Црне Горе из племена Васојевића, која је због крвне освете око 1846. године побегла у Србију и населила се у околини Крагујевца. Отац Светолик се поред учитељског позива бавио књижевношћу и уређивао је "Дечији лист". Због родитељског позива породица Милосављевић се често селила тако да је 1913. године Предраг завршио први разред основне школе у Марену код Кавадара где је отац службовао.
Када је 1914. године избио Први светски рат, отац је мобилисан, а мајка се са децом преко Косовске Митровице враћа у Крагујевац у коме остаје до краја рата 1918. године. После рата од 1919. до 1926. Пеђа иде у гимназију у Скопљу где му је отац са службом. У Скопљу му је професор цртања сликар Христифор Црниловић који је код младог Предрага развио љубав ка ликовној уметности. У периоду од 1926. до 1929. године Пеђа Милосављевић са породицом живи у Београду где завршава гимназију и 1927. године се уписује на Правни факултет у Београду. Паралелно са студијама права, похађа сликарску школу Јована Бијелића који је био породични пријатељ и тамо се дружи са Ђорђем Поповићем, Павлом Васићем и Даницом Антић такође полазницима Бијелићеве сликарске школе.
Први пут излаже 1929. године на II јесењој изложби београдских уметника и од тада редовно учествује на: Пролећним изложбама југословенских уметника и јесењим изложбама београдских уметника. Излаже такође и са групама уметника „Облик“ и „Дванаесторица“ као и на изложбама југословенских уметника у иностранству.
Када је 1933. године дипломирао на Правном факултету у Суботици запошљава се у Министарству иностраних послова. У дипломатској служби је био у периоду 1933-1947. Од 1947. до 1950. ради у Комитету за културу и уметност Владе СФРЈ за међународну размену.
За дописног члана Српске академије наука и уметности изабран је 1972, а за редовног 1976.

## Група „Облик“
Заједно са својим колегама Петром Палавичинијем и Бранком Поповићем, Јован Бијелић је 1926. године формирао групу „Облик“ коме приступају: Петар Добровић, Живорад Настасијевић, Тома Росандић, Вељко Станојевић, Сретен Стојановић, Сава Шумановић и Марино Тартаља као чланови оснивачи, а касније овој групи приступају: Игњат Јоб, Зора Петровић, Иван Радовић, Мате Размиловић, Ристо Стијовић, архитект Драгиша Брашован. Ова групу су сачињавали већ афирмисани ликовни уметници. Правила групе су донета на седници од 8. новембра 1930. године а Министарство унутрашњих послова их је потврдило 20. јул 1932. године.
Иако формално није био члан групе „Облик“ Пеђа Милосављевић је са њима излагао.

## Самосталне изложбе
Предраг Пеђа Милосављевић је у току свог живота излагао на близу 200 групних изложби у земљи и иностранству, а самосталне изложбе су му биле:

- 1943. Лондон, ,
- 1943. Лондон, ,
- 1946. Париз, ,
- 1951. Београд, Уметнички музеј (Народни музеј),
- 1952. Париз, ,
- 1953. Београд, Уметнички павиљон, Мали Калемегдан,
- 1953. Брисел, Галерија Georges Giroux 30.05 - 19.06.,
- 1954. Париз, ,
- 1955. Брисел, Галерија Georges Giroux октобар,
- 1957. Дубровник, Палата Спонза, август,
- 1957. Крагујевац, Народни музеј, 6. - 16.11.,
- 1959. Београд, Сала НО града Београда, 20.-31.05.,
- 1962. Београд, Салон Модерне галерије,
- 1963. Каиро, Галерија лепих уметности, мај,
- 1965. Београд, Галерија Дома омладине,
- 1965. Осло, Национална галерија,
- 1965. Скопље, Раднички дом-универзитет,
- 1966. Београд, Галерија Културног центра,
- 1968. Београд, Галерија Дома омладине,
- 1968. Сарајево, Уметничка галерија,
- 1968. Мостар, Дом културе,
- 1968. Сплит, Галерија умјетнина,
- 1968. Задар, Градска ложа,
- 1972. Београд, Салон Музеја савремене уметности,
- 1972. Ниш, Галерија савремене уметности,
- 1974. Дубровник, Умјетничка галерија,
- 1974. Будва, Модерна галерија и Галерија Санта Marija,
- 1974. Аранђеловац, Изложбени павиљон,
- 1975. Нови Сад, Мали ликовни салон,
- 1975. Загреб, Изложбени салон Дома ЈНА,
- 1976. Осијек, Галерија ликовних умјетности,
- 2018. изложба поводом 110 година од рођења, Београд, Дворска галерија[4]

## Признања
- 1937.  на светској изложби у Паризу,
- 1959. Награда УЛУС-а,
- 1964. Награда Комисије са културне везе са иностранством,
- 1964. Откупна награда Модерне галерије на II Тријеналу ликовних уметности,
- 1966. октобарска награда града Београда,
- 1966. Почасна диплома и награда на изложби сликарства Касале Монферато Италија,
- 1967. Награда на Међународној изложби Пријатељство Европе,
- 1970. Седмојулска награда Србије,
- 1970. Откупна награда Октобарског салона Београд,
- 1972.  награда уметничке колоније за сликарство Ечка,
- 1978. Награда УЛУС-а „Златна Палета“,
- 1979. Награда листа Политика,
- 1986. Награда АВНОЈ,
- По њему је названа једна улица у Београду, на Бежанијској коси.